# Kéo cưa lừa xẻ
Kéo cưa lừa xẻ là một trò chơi dân gian Việt Nam, thường dành cho trẻ em.

## Cách chơi
Hai người ngồi đối diện nhau, cầm chặt tay nhau, hai bàn chân có thể áp vào nhau hoặc không. Hai người chơi vừa hát vừa kéo tay và đẩy qua đẩy lại như đang cưa một khúc gỗ ở giữa. Mỗi tiếng trong bài đồng dao tương ứng với một nhịp kéo và đẩy. Bài đồng dao thường được sử dụng là:
Kéo cưa lừa xẻ
Ông thợ nào khỏe
Về ăn cơm vua
Ông thợ nào thua
Về bú tí mẹ
hoặc một phiên bản khác:
Kéo cưa lừa kít
Làm ít ăn nhiều
Nằm đâu ngủ đấy
Nó lấy mất cưa
Lấy gì mà kéo.
Cứ kéo và đẩy như vậy cho đến khi hết bài đồng dao thì trò chơi kết thúc. Trò chơi không phân định thắng thua nhưng có thể quy định người thua là người bị đẩy khi hết bài đồng dao.